# Gran Zebrù
De Gran Zebrù (Duits: Königspitze) is een 3850 meter hoge berg op de grens van de Italiaanse provincies Sondrio en Zuid-Tirol.
De sterk vergletsjerde berg maakt deel uit van het massief van de Ortler Alpen waarvan het de op een na hoogste top is (na de Ortler, 3905 m). Het gebied ligt in het grootste nationale park van Italië; Stelvio. Tekenend voor de berg is de steile gletsjer Vedretta dello Zebrù. Begin 2001 brak een groot deel van de ijskap op de top af, deze gebeurtenis wordt toegeschreven aan de opwarming van het klimaat.
Het belangrijkste uitgangspunt voor de beklimming van de Gran Zebrù is de berghut Pizzini-Frattola (2700 m) in het Valle di Cedec. Vanuit dit punt bereikt men de top via de gletsjer Vedretta del Gran Zebrù en de 3295 meter hoge Königsjoch.